# Valter Lavitola
Valter Lavitola (Salerno, 16 giugno 1966) è un imprenditore e giornalista italiano.

## Biografia
A 18 anni si iscrive alla loggia massonica «Aretè» di Roma, come apprendista. Laureato in Scienze politiche all'Università Federico II, entra nel Partito Socialista Italiano nel 1984, facendo parte della corrente craxiana. Conosce Silvio Berlusconi alla metà degli anni novanta, tentando poi di diventare parlamentare.

## La fondazione del quotidianoL'Avanti!
In Italia Lavitola fonda la cooperativa giornalistica International press, che dal dicembre 1996 diviene proprietaria ed editrice del quotidiano L'Avanti!, sorta col sostegno politico di alcuni esponenti dell'allora PSI finiti nel centro-destra (Brunetta, Cicchitto, Cazzola), che si presenta in edicola con una testata graficamente identica a quella dello storico quotidiano del PSI, ma con una differenza che sorprendentemente gli consente di registrarla presso l'apposito ufficio del Tribunale, senza opposizione: la sua testata si chiama L'Avanti!, con l’articolo determinativo e l'apostrofo (neri questi, rosso il resto della testata).
L'Avanti! era diretto da Sergio De Gregorio, fondatore nel 2000 del movimento politico Italiani nel Mondo, eletto senatore con l'Italia dei Valori nelle elezioni politiche del 2006 e poi con PdL nelle elezioni politiche del 2008. Già poco dopo la sua nascita, però, il giornale venne chiuso a causa di difficoltà economiche.
Quando il quotidiano, il 16 gennaio 2003, riprende le pubblicazioni, Lavitola ne assume la direzione.
Lavitola fa del suo giornale uno strumento per manovre politiche che poco avevano a che spartire con la storia del quotidiano socialista al quale tentava di ricollegarsi. Inoltre, la sua più o meno millantata vicinanza al premier del centro-destra Silvio Berlusconi poneva il suo giornale al di fuori dello schieramento del centro-sinistra della cosiddetta "Seconda Repubblica".

## Politica
Ha tentato di entrare in politica sfruttando la sua influenza sul Presidente del Consiglio Silvio Berlusconi ed è stato candidato nelle liste di Forza Italia nella circoscrizione Sud per le elezioni europee del 2004, ottenendo 54.000 preferenze, ma non è stato eletto. Nel 2008 manifesta la sua aspirazione ad essere inserito negli elenchi delle elezioni politiche, ma la sua candidatura viene bloccata da Niccolò Ghedini e da Gianni Letta.

## Controversie
Nel settembre 2010 viene pubblicato in esclusiva da L'Avanti!, quotidiano diretto da Lavitola, un documento ufficiale del Governo dello Stato caraibico di Saint Lucia, rilanciato poi da altri quotidiani di centrodestra, che attesterebbe che il vero proprietario della società off-shore ivi creata allo scopo di nascondere l'acquirente (ad un prezzo notevolmente inferiore al valore di mercato) dell'appartamento sito nel Palais Milton di Boulevard Princesse Charlotte 14, a Montecarlo, sarebbe Giancarlo Tulliani, cognato del Presidente della Camera Gianfranco Fini, ex leader di Alleanza Nazionale (partito a cui l'appartemento in questione era stato lasciato in eredità) e poi fondatore del movimento politico di Futuro e Libertà - FLI. Il documento compilato dal Ministro di Giustizia dell'isola, con cui Lavitola aveva ottimi rapporti personali, invece di rimanere segretato fu pubblicato proprio dal quotidiano di Lavitola, il quale, come documentato da un servizio del programma televisivo Annozero del 23 settembre 2010, prima della pubblicazione del documento incontrò molte volte il Ministro della Giustizia di Santa Lucia, viaggiando dall'Italia all'isola caraibica con un aereo di Stato Italiano. Il capogruppo di FLI Italo Bocchino ha ipotizzato che dietro Lavitola ci fosse un'azione di dossieraggio del premier Silvio Berlusconi contro il Presidente della Camera Gianfranco Fini nel momento della loro rottura politica nell'estate del 2010.
Allo scoppio della vicenda giudiziaria che lo vede indagato per estorsione ai danni del premier Silvio Berlusconi (da questi smentita, ma per la quale è stato poi condannato per tentata estorsione), creano forte polemica le immagini che lo vedono ritratto scendere dall'aereo di Stato o incontrare capi di Stato o di Governo di Paesi stranieri durante visite ufficiali dello stesso premier Berlusconi o del Ministro degli Esteri italiano Franco Frattini, pur non figurando tra i membri della delegazione italiana. Dure reazioni hanno riguardato inoltre la sua vicinanza allo stesso premier Berlusconi, come emerge dalle conversazioni telefoniche in cui vengono trattati argomenti di varia natura politico-istituzionale senza che il Lavitola ricoprisse però alcun incarico nelle Istituzioni.

## Procedimenti giudiziari
Il 1º settembre 2011, il GIP ha emesso un mandato di cattura nei confronti di Lavitola, il quale risulta irreperibile e dunque latitante. Successivamente in data 14 ottobre 2011 anche la procura di Bari conferma la richiesta di arresto per Lavitola. Il 16 aprile 2012, dopo una latitanza durata 8 mesi, Lavitola rientra in Italia e si costituisce. Viene quindi arrestato e portato al carcere di Poggioreale.
Nello stesso mese Lavitola viene indagato nell'ambito di un'inchiesta della procura di Napoli su una estorsione ai danni di Silvio Berlusconi, insieme all'imprenditore Gianpaolo Tarantini. In seguito a questa inchiesta, che ha evidenziato, tra l'altro, il suo coinvolgimento in una rete di attività da faccendiere a livello internazionale, Lavitola è stato sospeso dall'ordine dei giornalisti del Lazio a norma dell'articolo 39 della legge n. 69 del 1963.
Al suo arrivo in Italia gli furono notificate due nuove ordinanze di custodia cautelare emesse dalla Procura di Napoli. La prima era relativa a un'ipotesi di corruzione internazionale per presunte tangenti a politici panamensi per la realizzazione di carceri e l'acquisizione di appalti: per ottenere illecitamente alcune commesse milionarie, Lavitola avrebbe ricompensato con "utilità e somme di denaro in contante" il presidente di Panama di origine italiana Ricardo Martinelli, destinatario anche di una valigetta con del denaro, il ministro della giustizia Roxana Mendez ed altri esponenti del governo panamense, destinatari anche di vacanze di lusso. Lavitola era accusato di aver fatto da mediatore per un giro di tangenti al governo panamense per un appalto da 176 milioni di dollari per la realizzazione di strutture carcerarie, che avrebbero dovuto essere realizzate dal consorzio Svemark. Affare che poi, dopo un primo versamento di alcune centinaia di migliaia di euro (esattamente 530.000 euro e 140.000 dollari), sfumò. Infine, emerse il movimento di un grosso flusso finanziario "in nero" destinato al presidente Martinelli e che il contratto di consulenza per Finmeccanica ottenuto da Lavitola con un compenso di 30.000 dollari, era solo una copertura per giustificare la sua presenza e la sua attività a Panama, tra cui anche l'utilizzo di un elicottero per i suoi spostamenti. Il rapporto tra Lavitola e Martinelli era così stretto che fu lo stesso Lavitola nell'agosto 2011 ad ospitare il Presidente panamense a Villa Certosa, residenza estiva dell'allora primo ministro italiano Silvio Berlusconi, in sua assenza.
Il secondo provvedimento, notificato dalla Guardia di Finanza, riguardava l'appropriazione indebita di oltre 20 milioni di euro di finanziamenti statali al quotidiano L'Avanti! di cui Lavitola era stato amministratore di fatto e direttore. La Procura della Repubblica di Napoli, che contestava i reati di associazione per delinquere finalizzata alla truffa ai danni dello Stato, chiese anche gli arresti domiciliari per giornalisti, pubblicisti, responsabili contabili de L'Avanti! e della società ad esso collegata International Press. Tra i destinatari della richiesta figurava anche l'ex senatore del PdL ed ex direttore de L'Avanti! Sergio De Gregorio. Secondo l'accusa, Lavitola "quale proprietario e coamministratore di fatto della International Press", De Gregorio "quale socio effettivo dal 1997 e coamministratore occulto" della stessa società ed altri dieci indagati avevano fatto risultare che l'editrice de L'Avanti! possedesse i requisiti per ottenere i contributi previsti dalla legge per l'editoria, percependo indebitamente, in tutto, 23.200.000 euro, ricevuti dal 1997 al 2009. Per tali reati Lavitola il 9 novembre 2012 ha patteggiato davanti al GIP presso il Tribunale di Napoli la pena di 3 anni e 8 mesi, mentre il processo a carico di De Gregorio era ancora in corso alla data del 4 giugno 2015, con richiesta di patteggiamento della pena da parte dell'ex parlamentare.
Il 4 marzo 2013 Lavitola è stato condannato dal GUP presso il Tribunale di Napoli Francesco Cananzi alla pena di 2 anni e 8 mesi, con rito abbreviato, per tentata estorsione ai danni di Silvio Berlusconi. I magistrati hanno accertato che Lavitola chiese al Cavaliere (senza ottenerla) la somma di cinque milioni di euro per mantenere il silenzio sull'inchiesta di Bari che ipotizzava un giro di escort intorno allo stesso Berlusconi.
Nel frattempo il 30 gennaio dello stesso anno la posizione di Lavitola venne archiviata nell'indagine della Procura di Napoli riguardante alcune presunte tangenti promesse per una commessa di fregate in Brasile in favore della partecipata statale Finmeccanica.
La Corte dei conti del Lazio, con la sentenza n.24/2015 dell'11 marzo 2015, ha condannato Valter Lavitola e Sergio De Gregorio a restituire allo Stato 23.879.000 euro per i fondi editoria percepiti illegittimamente da L'Avanti tra il 1997 ed il 2009.
L'8 luglio dello stesso anno l'ex giornalista viene condannato a tre anni di carcere per concorso in corruzione, in relazione alla cosiddetta "compravendita dei senatori".  Al termine del giudizio di secondo grado la Corte d'Appello di Napoli con sentenza depositata (con le motivazioni) ad ottobre 2017, per effetto del decorrere del tempo, ha dichiarato prescritto il reato di corruzione contestato in concorso con Silvio Berlusconi e a Sergio De Gregorio, motivando le ragioni per cui non è stata smentita la ricostruzione dei fatti operata dai giudici di primo grado, giungendo comunque a una sentenza di non doversi procedere per prescrizione del reato.
Nel marzo del 2016, dopo 4 anni dall'inizio della pena, Lavitola lascia il carcere di Secondigliano per stare ai domiciliari nell'ambito del processo per tentata estorsione a Impregilo, la condanna definitiva per tentata estorsione a Silvio Berlusconi e la truffa dei fondi per l’editoria.